# Édouard Boubat
Édouard Boubat (Parigi, 13 settembre 1923 – Parigi, 30 giugno 1999) è stato un fotografo e giornalista francese, del secondo dopoguerra, che fu, con Willy Ronis e Robert Doisneau, uno dei principali rappresentanti della cosiddetta Fotografia umanista francese.

## Biografia
Édouard Boubat nacque a Montmartre e studiò all'École Estienne, dal 1938 al 1942.
Cominciò ad apprendere la fotografia, nel 1946, e ottenne nel 1947 il premio Kodak. Divenne poi fotoreporter per la rivista mensile Réalités.
Nel 1971, ottenne la medaglia David Octavius Hill e nel 1984, vinse il Grand Prix National de la Photographie a Parigi. Nel 1988, vinse poi il premio della Fondation Hasselblad.
Boubat incoraggiò la creazione della prima galleria fotografica a Parigi, la Galerie Agathe Gaillard, che poi espose in permanenza le sue opere.

## Opera
Diventato fotoreporter subito dopo la fine della seconda guerra mondiale, rimase talmente sconvolto dalle atrocità della guerra da dedicare il suo lavoro alla celebrazione della vita.
La professione di fotografo gli diede abbastanza risorse economiche da fargli decidere di moltiplicare i suoi viaggi. Fece ritratti, diventati poi famosi, di numerose personalità, come Jacques Prévert, che lo chiamerà « corrispondente di pace », Gaston Bachelard, Emil Cioran, Robert Doisneau, Jean Genet, Marguerite Yourcenar e tanti altri.
Si dedicò particolarmente a mostrare i momenti vuoti della vita e ad esaltarne il lato felice. La sua opera presenta « un quotidiano spogliato, ma ricco di grazia, di poesia e di una pienezza atemporale ».
Muore a Parigi di leucemia, all'età di settantacinque anni.

## Galleria d'immagini

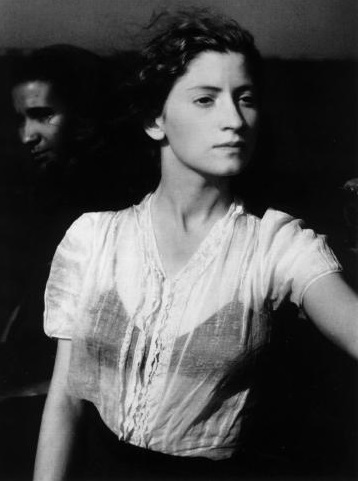
Lella  1947.
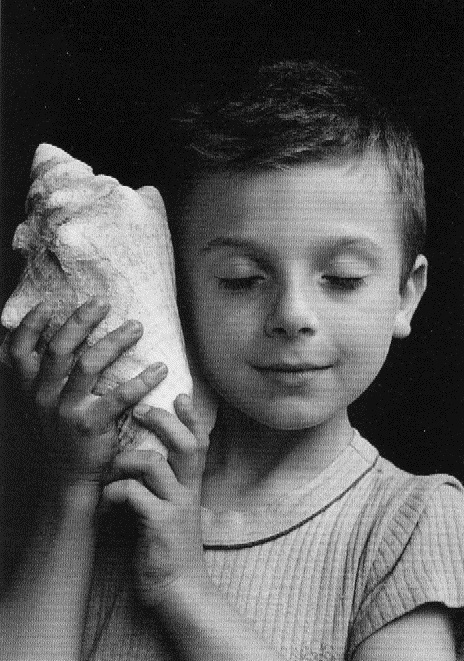
Remi  1995.

## Alcune fotografie famose
- Lella, Bretagne, 1947. (Lella fu la sua musa.)
- La petite fille aux feuilles mortes, Giardini del Lussemburgo, Paris, 1947
- Parc de Saint-Cloud, Paris, 1981